# Curtis Main
Curtis Lee Main (South Shields, 20 giugno 1992) è un calciatore inglese, attaccante dell'Ayr Utd.

## Carriera
Ha giocato nella prima divisione scozzese ed in quella indiana, oltre che nella seconda divisione inglese.

## Palmarès

### Club

#### Competizioni nazionali
- Campionato inglese di quarta divisione: 1

Portsmouth: 2016-2017